# 佐藤たくみ
佐藤 たくみ（さとう たくみ）は、日本の元子役俳優。

## 人物
テレビドラマ『子連れ狼（萬屋錦之介版）』第3部（1976年）での萬屋演じる主人公・拝一刀の息子・大五郎役で知られる。
当初は従来の通り西川和孝が大五郎を演じるはずだったが、第2部（1974年）の制作終了と第3部の製作開始との間に予想外のブランクが生じ、そのため成長した西川の容姿では大五郎を演じることが困難となった。そこで急遽オーディションが行われ、佐藤が新たに大五郎を演じることとなった。
「悲しい宿命の子・大五郎」を上手く演じたと評価される前任者の西川に比べ、佐藤は眉が太く目の大きいその容姿が原作劇画の大五郎に似ていて、「まだ三つの大五郎」を上手く演じたと評価されるが、第1部・第2部で大五郎を演じた小柄であどけない容姿の西川に比べると人気や認知度が低い。なお、この第3部の放送開始の前後に原作が完結し、このドラマの終盤でも佐藤の演じる大五郎が宿敵･柳生烈堂（演・佐藤慶）を倒している。
佐藤の実父は、剣道の師範だったので、その息子の佐藤も幼少時から、父から稽古をつけられていたらしい。そのためか、一刀が刀を持つということを教えるべく大五郎に木切れで自身を叩かせるシーン(第3部22話.父子草大五郎)の撮影で、佐藤は思い切り萬屋を叩き、萬屋はカットの声が掛る度に悲鳴を上げていたという。

## 出演作品

### テレビドラマ
- 子連れ狼 (萬屋錦之介版)第3部（1976年、日本テレビ）拝大五郎
- 桃太郎侍（高橋英樹主演（日本テレビ）版）第23話 政之助
- スパイダーマン（1978年、東京12チャンネル）第5・11話ゲスト 村上一郎
- バトルフィーバーJ（1979年、テレビ朝日）中原マサル
- 破れ新九郎（1979年、テレビ朝日）第23話ゲスト 小太郎
- 電子戦隊デンジマン（1980年、テレビ朝日）第42話ゲスト 早川秀一
- 大戦隊ゴーグルファイブ（1982年、テレビ朝日）第10話ゲスト 小沼秀夫の弟かずお